# Alioune Kassé
Pour les articles homonymes, voir Kassé.
Alioune Kassé, né en 1971 (?), est un chanteur auteur compositeur interprète de musique sénégalaise.[réf. nécessaire]

## Biographie
Né à Dakar, il est le fils de Ibrahim Kassé, musicien, fondateur du célèbre night-club Le Miami, considéré comme l'un des dignes représentants de la musique moderne sénégalaise, Alioune Kassé est connu pour établir des chorégraphies particulièrement étudiées en alliant des mélanges originaux de toutes les musiques des ethnies de son pays.

## Albums
- Kara
- Thiabi Bi
- Exsina
- Waw Coumba